# Mung
Mong (Mung) és una ciutat i Union Council del districte de Mandi Bahauddin al Panjab (Pakistan) a 32° 39′ N, 73° 31′ E / 32.650°N,73.517°E. Anteriorment era al districte de Gujrat, tahsil de Phalia, a uns 56 km de Gujrat. Hi ha les restes d'una antiga població i les cases modernes es van construir amb les ruïnes; s'han trobat monedes grecobactrianes i indoescites algunes amb el monograma NIK i per això el general Cunningham va identificar a Mong com a Nikaia, la ciutat fundada per Alexandre el Gran per commemorar la seva victòria sobre el rei Poros, però modernament aquesta identificació fou rebutjada. El nom derivaria de raja Moga, que Cunningham identifica amb el rei Maues de les monedes.